# Sölvesborg (stad)
Sölvesborg is de hoofdplaats van de gemeente Sölvesborg in het landschap Blekinge en de provincie Blekinge län in Zweden. De plaats heeft 7883 inwoners (2005) en een oppervlakte van 571 hectare.

## Geschiedenis
De plaats is ontstaan in de nabijheid van het kasteel. De Deense koning Christoffel III schonk Sölvesborg in 1445 privileges. In 1452 werd de plaats door Zweedse troepen in brand gestoken. In 1654 werden de privileges van Sölvesborg bevestigd, maar de plaats werd wel ondergeschikt gemaakt aan Kristianstad. Pas in 1835 kreeg Sölvesborg zelfstandige rechten en in 1855 het stapelrecht.

## Verkeer en vervoer
Bij de plaats lopen de E22 en Länsväg 123. De plaats heeft een station aan de spoorlijn Kristianstad - Karlskrona.

## Geboren
- Mattias Asper (1974), voetballer
- Amanda Ilestedt (1993), voetbalster